# スロベニアの国旗
スロベニアの国旗は、1991年制定された。 スラブ色である白、青、赤の横縞3色に分かれる。 縦横比は異なるが、この配色はスロバキアの国旗、ロシアの国旗と同様である。 旗竿寄りに位置するのはスロベニアの国章である。

大統領旗
首相旗
議長旗
国防相旗
参謀総長旗
?商船旗および政府用海上旗 縦横比2：3
スロベニア軍旗
海軍用国籍旗
?スロベニア人の旗

## 歴史
白、青、赤の三色旗は1848年革命のときにはじめて掲げられ、19世紀後半にはスロベニアの象徴として認識されてきている。この三色はかつてのカルニオラ公国の国章の配色に由来するとも、パンスラヴ主義の影響であるとも言われる。 第二次世界大戦中は、枢軸側・連合側双方の民兵が、この三色が含まれた旗を用いていた。第二次世界大戦後のユーゴスラビア社会主義連邦共和国のスロベニア社会主義共和国だった時代には、真ん中に社会主義国の象徴である赤い五角星がついていた。 1991年の独立に伴い、6月に赤い星は外され、国章が付けられた。
2000年代初頭、スロバキアやロシアの国旗との混同を避けてスロベニアの存在感を高めようと国旗変更が議論されたが、実現には至らなかった。

?カルニオラ公国の旗
?ケルンテン公国の旗
?スロベニア人・クロアチア人・セルビア人国の国旗
?1941年の国旗
?1943年-1945年の国旗
?1945年-1991年 共産ユーゴスラビア時代の国旗
?海軍用国籍旗 1995年-1996年

## 検討された国旗

共産ユーゴスラビア時代提案されたスロベニア社会主義共和国の国旗（1990年頃）
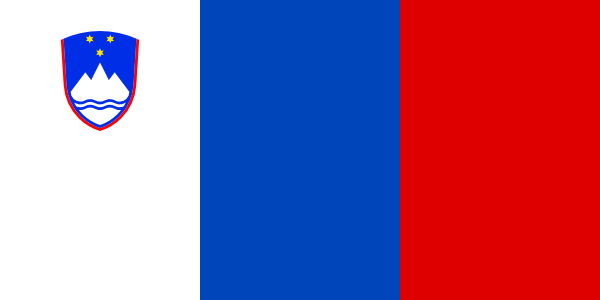

## 類似の意匠

スロバキアの国旗
ロシアの国旗